# Generación Jones
Generación Jones es la cohorte social de los últimos baby boomers hasta los primeros años de la generación X. El término fue acuñado por primera vez por el crítico cultural Jonathan Pontell, quien identificó a la cohorte como los nacidos entre 1954 y 1965 en Estados Unidos que alcanzaron la mayoría de edad durante la crisis del petróleo, la estanflación y la presidencia de Carter, en lugar de durante los años sesenta, pero ligeramente antes de la generación X. Otras fuentes sitúan el punto de partida en 1956 o 1957.
A diferencia de los boomers, la mayor parte de la generación Jones no creció con veteranos de la Segunda Guerra Mundial como padres, y para ellos no había un servicio militar obligatorio ni una causa política definida, como lo había sido la oposición a la participación de Estados Unidos en la guerra de Vietnam para los boomers más viejos. Además, para 1955, la mayoría de los hogares estadounidenses tenían por lo menos un televisor, por lo que, a diferencia de los boomers nacidos en el decenio de 1940, muchos miembros de la generación Jones nunca han vivido en un mundo sin televisión, de manera similar a como muchos miembros de la generación Z nunca han vivido en un mundo sin computadoras personales o Internet, que la mayoría de los hogares estadounidenses tenían en 2000 y 2001 respectivamente. A diferencia de la generación X, la generación Jones nació antes de la mayor parte de la revolución sexual de los años 60 y 70.
El nombre generación Jones tiene varias connotaciones, entre ellas una gran generación anónima, una competitividad del tipo Keeping up with the Joneses y la palabra jones o jonesing, que significa un anhelo o antojo. Se cree que los miembros de esta generación tuvieron grandes expectativas cuando eran niños en los años sesenta, y luego se enfrentaron a una realidad diferente al llegar a la mayoría de edad durante un largo periodo de desempleo masivo y cuando la desindustrialización llegó con toda su fuerza a mediados y finales de los años setenta y ochenta, dejándolos con una cierta cualidad de jonesing no correspondida.
La generación Jones se caracteriza por haber alcanzado la mayoría de edad después de que una gran proporción de sus hermanos mayores, de la generación de la posguerra, hubiera llegado inmediatamente antes que ellos; por lo tanto, muchos se quejan de la escasez de recursos y privilegios de que disponían y que, al parecer, eran abundantes para la generación de la posguerra. Por lo tanto, hay un cierto nivel de amargura y desesperación por el nivel de libertad y riqueza que se les concedió a los baby boomers mayores pero que se les negó.
El término ha gozado de cierta aceptación en los debates políticos y culturales, incluso durante las elecciones presidenciales de 2008 en Estados Unidos, en las que Barack Obama (nacido en 1961) y Sarah Palin (nacida en 1964) figuraban en las papeletas presidenciales.
Sus hijos suelen ser la cúspide de la generación milénica y generación Z. Utilizaron un estilo de crianza más relajado, ya que los gen X y los miembros mayores transmitieron el optimismo ciego de los boomers.

## Dimensiones culturales, económicas y políticas
Muchos alcanzaron la mayoría de edad durante los 70 y principios de los 80. Compartieron la misma cultura pop y MTV con los gen X. Eran jóvenes adultos que se movían por el mercado laboral en los 80 y 90, pero aun así sintieron la crisis económica de 2008. Esto les afectó mucho porque tuvieron que ayudar y aconsejar a sus hijos mayores milénicos y al mismo tiempo mantener a sus hijos menores de la generación Z.
La generación Jones ha sido cubierta y discutida en periódicos y revistas y en programas de televisión y radio. Pontell ha aparecido en cadenas de televisión como CNN, MSNBC y BBC, discutiendo las implicaciones culturales, políticas y económicas del surgimiento de esta generación.
En el mundo de los negocios, la generación Jones ha pasado a formar parte de la planificación estratégica de muchas empresas e industrias, en particular en el contexto de la selección de los miembros de la generación como foco de comercialización. Aegis Group, una agencia de compra de medios de comunicación europea, ha realizado una amplia investigación sobre los consumidores de la generación Jones.
Políticamente, la generación Jones ha surgido como un segmento de votación crucial en las elecciones occidentales. En las elecciones legislativas de 2006 y las presidenciales de 2004 en Estados Unidos, y en las elecciones del Reino Unido de 2005, los medios de comunicación y los encuestadores políticos describieron ampliamente el papel electoral de generation Jones como fundamental. En las elecciones presidenciales de 2008 en Estados Unidos, la generación volvió a ser considerada como un segmento electoral clave debido al alto grado en que sus miembros eran votantes indecisos durante el ciclo electoral. Periodistas como Clarence Page y Peter Fenn señalaron a los votantes de la generación como cruciales en las últimas semanas de la campaña. Numerosos estudios han sido realizados por encuestadores políticos y publicaciones que analizan el comportamiento de los votantes de la generación Jones.
La elección a la presidencia de Barack Obama, nacido en 1961, más la candidata republicana a la vicepresidencia Sarah Palin, nacida en 1964, centró más la atención en la generación Jones. Muchos periodistas, publicaciones y expertos, entre ellos Jonathan Alter (Newsweek), David Brooks (The New York Times) y Karen Tumulty (Time), han caracterizado a Obama como miembro de la generación Jones.
Las características clave asignadas a los miembros son el pesimismo, la desconfianza en el gobierno y el cinismo general.